# Vlag van Idaho
De vlag van Idaho toont een blauw veld met daarop het zegel van Idaho, waaronder de naam van de staat op een rood lint staat. De vlag is gebaseerd op een vlag van troepen uit Idaho die in de Spaans-Amerikaanse Oorlog vochten. De vlag werd aangenomen op 12 maart 1907 en enigszins aangepast in 1957.
Het zegel toont een mijnwerker en een vrouw, die gelijkheid, vrijheid en rechtvaardigheid symboliseren. De symbolen in het zegel staan voor de mijnbouw, landbouw, bossen en vrije natuur van de staat.
Met een hoogte-breedteverhouding van 26:33 is de vlag relatief kort, de breedte is net iets groter dan de hoogte.